# East Greenbush (Nova Iorque)

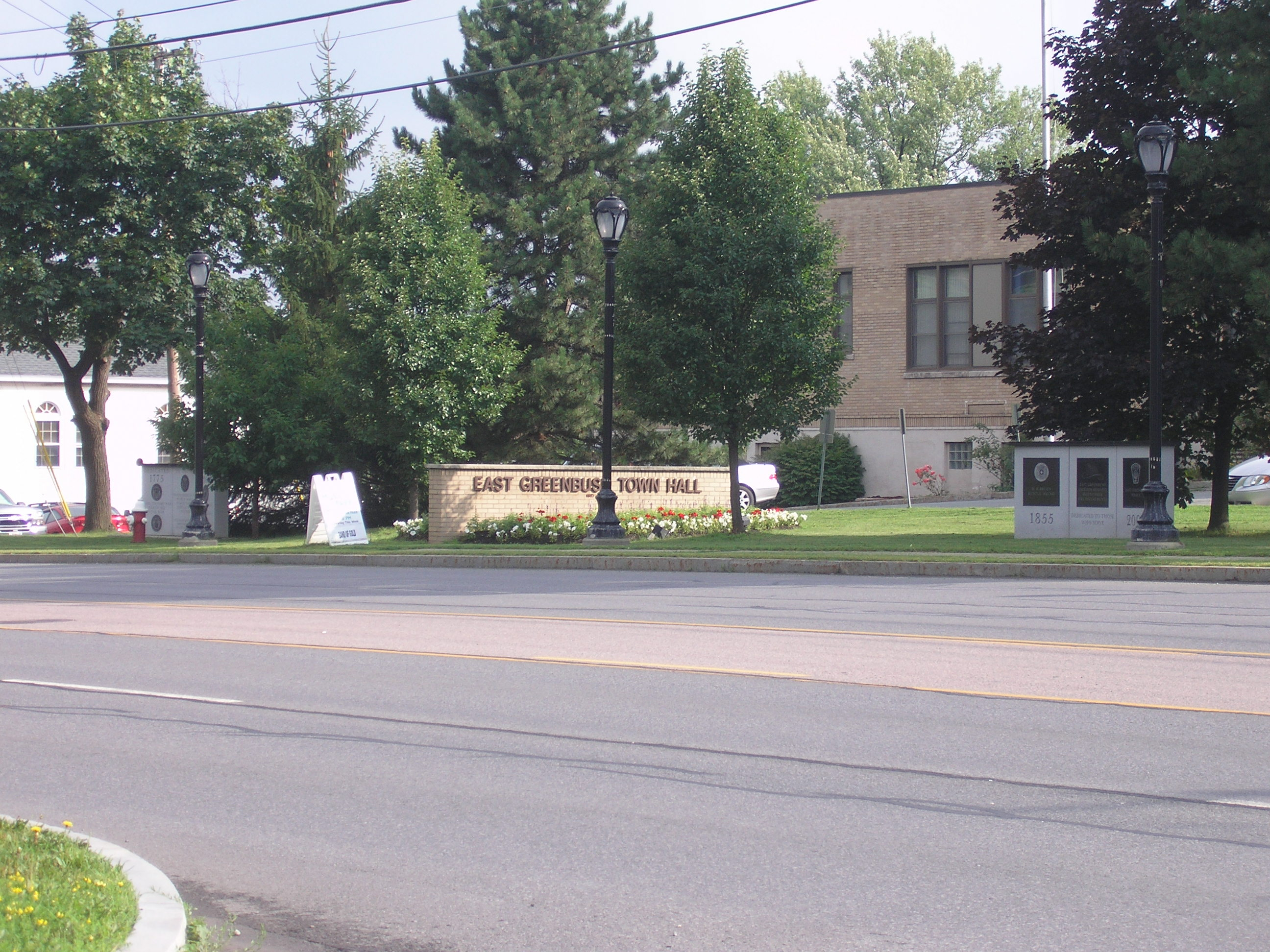
Fotografia da Prefeitura de East Greenbush na Columbia Turnpike.

East Greenbush é uma cidade no condado de Rensselaer, Nova Iorque, Estados Unidos. É um subúrbio de Albany. A população era de 16 473 no censo de 2010. A palavra "Greenbush" é derivada do holandês "het groen bosch", referindo-se aos pinhais que originalmente cobriam a terra. O primeiro assentamento da terra agora conhecido como East Greenbush foi feito por arrendatários sob o patrono Kiliaen van Rensselaer por volta de 1630. A cidade foi fundada em 1855 como "Clinton" e foi rebatizada em 1858. É principalmente suburbana ao longo de suas principais rodovias e rural no cantos sudoeste e nordeste.
A rodovia "Interstate 90" atravessa a cidade. Ela contém a extremidade oeste (ou sul) da "U.S. Route 4" e a extremidade norte da "U.S. Route 9" e da "U.S. Route 20". As últimas são concorrentes, sob o nome de "Columbia Turnpike", que muitas vezes é referido pelos habitantes locais como "9 and 20".